# 马约特震动
马约特震动是指2018年11月11日发生于距马约特岛外24公里处发生的一场地震。此次地震持续约20分钟，不同于传统地震，这次地震没有产生高频地震波，而只有低频波。地震波经过非洲、加拿大、新西兰和夏威夷，在全球传播了数千公里。
哥伦比亚大学地震学家戈兰·艾克斯特罗姆（Goran Ekstrom）认为此次地震是一场持续时间较长的缓慢地震。法国地质调查局认为是地下岩浆的大规模运动造成的。